# Cruzville (Nuevo México)
Cruzville es un lugar designado por el censo ubicado en el condado de Catron en el estado estadounidense de Nuevo México. En el Censo de 2010 tenía una población de 72 habitantes y una densidad poblacional de 10,88 personas por km².

## Geografía
Cruzville se encuentra ubicado en las coordenadas 33°48′40″N 108°40′4″O / 33.81111, -108.66778. Según la Oficina del Censo de los Estados Unidos, Cruzville tiene una superficie total de 6.61 km², de la cual 6.61 km² corresponden a tierra firme y (0.04%) 0 km² es agua.

## Demografía
Según el censo de 2010, había 72 personas residiendo en Cruzville. La densidad de población era de 10,88 hab./km². De los 72 habitantes, Cruzville estaba compuesto por el 97.22% blancos, el 0% eran afroamericanos, el 1.39% eran amerindios, el 0% eran asiáticos, el 0% eran isleños del Pacífico, el 0% eran de otras razas y el 1.39% pertenecían a dos o más razas. Del total de la población el 25% eran hispanos o latinos de cualquier raza.